# Pakość
Pakość là một thị trấn thuộc huyện Inowrocławski, tỉnh Kujawsko-Pomorskie ở trung-bắc Ba Lan. Thị trấn có diện tích 3 km². Đến ngày 1 tháng 1 năm 2011, dân số của thị trấn là 5774 người và mật độ 1669 người/km².